# Circuito da Boavista
Il circuito da Boavista è un circuito cittadino automobilistico non permanente situato nella città di Porto, in Portogallo. Ha ospitato due edizioni del Gran Premio del Portogallo di Formula 1 (nel 1958 e nel 1960).

## Storia

La configurazione di 7.407 metri utilizzata nel 1958 e nel 1960

La storia dell'automobilismo a Porto inizia negli anni venti, quando in alcuni anni furono organizzati i popolari quilómetros lançados (chilometri lanciati). Tuttavia, la prima edizione (svoltasi sotto il nome ufficiale di Circuito da Boavista) si realizzò solo nel 1931, con il circuito costituito da due lunghi rettilinei nelle due carreggiate dell’Avenida da Boavista, unite da due curve con un raggio di 10 metri. La prima edizione di questa competizione fu vinta da Fernando Palhinas al volante di una Singer Nine, percorrendo 30 giri anziché i 50 inizialmente previsti dall'evento. Per i due anni seguenti, la gara sarebbe stata vinta da chi avesse percorso la distanza maggiore in 90 minuti di tempo ed era divisa in due categorie distinte: Sport e Corrida. Nel 1932 avvenne una novità assoluta a livello nazionale, ovvero la partecipazione di una donna, Palmira Coelho, al volante di una Opel. Già in questa fase, l'automobilismo iniziava a diventare abbastanza popolare, come dimostrava la quantità di spettatore presenti, tra i 10 000 e i 12 000. Il 1950 segnò un'importante svolta per il circuito che cambiò configurazione e dimensione, con un nuovo layout di 7 775 metri, includendo nuove vie e strade, come nel caso di Estrada da Circunvalação, Avenida Dr. Antunes Guimarães e Rua do Lidador. Detto questo, l'ACP (Automóvel Club de Portugal), l'organizzatore, allargò gli orizzonti della gara, attribuendole una valenza internazionale e consentendo così la partecipazione dei migliori piloti nazionali e di grandi talenti internazionali; fu quindi creato il "I Circuito Internacional do Porto", che fu realizzato il 18 giugno 1950. Vista l'enorme affluenza della prima edizione, il Circuito Internacional do Porto realizzato il 17 giugno 1951, portò all'elaborazione di un programma più ampio da parte dell'ACP, nominato ora come "I Gran Premio del Portogallo", al quale parteciparono circa 30 piloti, di cui 16 stranieri; il numero di spettatori, stimati, fu di circa 100.000. Nel 1956 l'ACP ebbe l'idea di ospitare la Formula 1 su questo circuito; infatti, il 24 agosto 1958, la massima serie arrivò finalmente in Portogallo. Il debutto nel paese iberico comprese venti grandi nomi dell'epoca, tra i quali Stirling Moss, Mike Hawthorn, Jack Brabham, Graham Hill e la prima donna a pilotare una vettura di Formula 1, Maria Teresa de Filippis. Il Gran Premio del Portogallo era la nona prova del campionato 1958; in quell'anno, Mike Hawthorn e Stirling Moss lottavano per il titolo dall'inizio della stagione, con la città di Porto che assistette ad una gara emozionante, con Moss che vinse davanti al rivale e si mantenne così in lizza per la vittoria finale. Secondo i dati dell'epoca, più di 100.000 persone assistettero a quell'evento, tra i quali è da registrare la presenza dell'erede al trono di Spagna, il giovane Juan Carlos, futuro re di Spagna. Il 14 agosto 1960, il circuito ospitò nuovamente il Gran Premio del Portogallo, prova che diede nuovamente notorietà internazionale al tracciato. Tra il 1960 e il 2005 il circuito fu abbandonato, ma tornò proprio nel 2005 per iniziativa del Comune di Porto; da allora si disputa il Gran Premio storico di Porto e, dal 2007, anche il WTCC della FIA. Nel 2007, il circuito fu animato dalla presenza della Red Bull di Formula 1 guidata dal pilota sudafricano Adrian Zaugg, che era però destinata al portoghese Filipe Albuquerque, il quale non poté essere presente a causa di una gara concomitante di World Series by Renault.

## Albo d'oro della Formula 1
| Anno | Pilota                             | Scuderia                           |
| ---- | ---------------------------------- | ---------------------------------- |
| 1958 | Stirling Moss                      | Vanwall                            |
| 1959 | Disputato sul Circuito di Monsanto | Disputato sul Circuito di Monsanto |
| 1960 | Jack Brabham                       | Cooper                             |

### Vittorie per pilota
| Vittorie | Pilota        | Anno(i)/Vettura |
| -------- | ------------- | --------------- |
| 1        | Stirling Moss | 1958/Vanwall    |
| 1        | Jack Brabham  | 1960/Cooper     |

### Vittorie per scuderia
| Vittorie | Scuderia | Anno(i)/Pilota     |
| -------- | -------- | ------------------ |
| 1        | Vanwall  | 1958/Stirling Moss |
| 1        | Cooper   | 1960/Jack Brabham  |